# 富蘭那迦
富蘭那迦（Purnaka），又作富樓那、富蘭那、富羅那，佛陀弟子。為波羅奈國長者，與耶舍為友，後成為佛陀最初的弟子之一，證阿羅漢果。

## 生平
富蘭那迦（Purnaka），意譯為滿足，具足，是富蘭那迦長者的名字。
他生於波羅奈國，與長者耶舍為好友。後隨耶舍出家，參加釋迦牟尼的僧團。是最初成就的阿羅漢之一。
當佛陀滅度時，長老富蘭那正在南方遊行，來不及趕回。當他率領五百比丘回到王舍城時，第一次集結已經結束。他與大迦葉在戒律上有不同的意見，富蘭那認為他從佛陀所聽受的法也有收集的必要。雖然大迦葉不同意他的見解，但他的意見也被收入集結中，列名為第二上座。